# 12123 Pazin
12123 Pazin (tên chỉ định: 1999 OS) là một tiểu hành tinh vành đai chính. Nó được phát hiện ở Đài thiên văn Višnjan ở Višnjan, Croatia, ngày 18 tháng 7 năm 1999. Nó được đặt theo tên thành phố thuộc Pazin, Croatia.